# Cifra Anita
Cifra Anita (Békés, 1989. augusztus 6. –) válogatott kézilabdázó, jelenleg a Dunaújvárosi Kohász beállója.

## Karrierje
Fiatal korában  Békésre járt iskolába, ahol először tornázott, atletizált és kosárlabdázott. Édesapja tanácsára, bátyja példáját követve kézilabdázni kezdett.
Profi pályafutását Békéscsabán, a helyi Előre NKSE színeiben kezdte. A csabai alakulattal 2010-ben bronzérmet szerzett a Magyar Kupában. 2011-ben a Ferencvároshoz igazolt. Új csapatával 2012-ben KEK-et nyert és bajnoki ezüstérmes lett.

### Válogatott
A magyar kézilabda-válogatottba is többször kapott meghívót.

## Sikerei
- Nemzeti Bajnokság I:
  - Ezüstérmes: 2012
- Magyar Kupa:
  - Bronzérmes: 2010
- EHF Kupagyőztesek Európa Kupája:
  - Győztes: 2012